# Некрасов Олександр Іванович (науковець)
Олекса́ндр Іва́нович Некра́сов (27 листопада (9 грудня) 1883, Москва — 21 травня 1957, Москва) — російський учений у галузі механіки та математики. Академік АН СРСР (1946).

## Біографія
Навчався в гімназії. 1906 року закінчив Московський університет. Учень Миколи Єгоровича Жуковського та Сергія Олексійовича Чаплигіна.
Викладав математику та фізику в низці середніх навчальних закладів Москви, перебував на викладацькій роботі в низці вищих навчальних закладів. Від 1911 року викладав у Московському університеті (з перервами до 1956 року). Був доцентом, від 1918 року — професором.
1918 року на запрошення Михайла Васильовича Фрунзе очолив кафедру теоретичної механіки Іваново-Вознесенського політехнічного інституту (ІВПІ; нині Івановський державний енергетичний університет). Далі став деканом інженерно-будівельного факультету, а у вересні 1921 року Некрасова обрали ректором інституту.
Ставши ректором ІВПІ, Некрасов провів низку реорганізацій: було закрито соціально-економічний факультет, об'єднано інженерно-механічний та інженерно-текстильний факультети, відкрито лісовий факультет. Завдяки наполеглевості, організаторським здібностям нового ректора вдалося запобігти наміченому закриттю інституту. Незважаючи на велику завантаженість адміністративною роботою, Некрасов знаходив час, щоб вести наукову роботу, читати лекції. За час роботи в ІВПІ він написав першу частину «Курсу теоретичної механіки», переклав російською мовою перший і другий томи тритомного «Курсу математичного аналізу» Едуара Ґурси, підготував три наукові статті для «Известий ИВПИ».
У жовтні 1922 року Некрасова перевели в Москву в Народний комісаріат освіти РРФСР. Працюючи в наркоматі, Олександр Іванович знаходив час, щоб читати студентам лекції, продовжувати наукові дослідження.
1930 року Некрасов перейшов на роботу в Центральний аерогідродинимічний інститут (ЦАГІ). Вже наступного року він став заступником начальника інституту з питань науки. 1932 року Некрасова обрали членом-кореспондентом Академії наук СРСР.
1937 року Некрасова після повернення з відрядження до США заарештували. Його звинуватили в шпигунстві та засудили до 10 років виправних трудових таборів. Перебував в ув'язненні в ЦКБ-29 НКВС (так звана «Туполєвська шарага»), де очолював теоретичний відділ і працював над створенням нової авіаційної техніки. Разом з Юрієм Борисовичом Румером написав капітальну працю «Теорія крила в нестаціонарному потоці» (вперше видано 1947 року). Звільнено 1943 року.
У книзі Леоніда Львовича Кербера «Туполєвська шарага» є декілька рядків, присвячених Некрасову в цей складний період його життя:
| «Олександр Іванович Некрасов, автор фундаментального курсу теоретичної механіки. Перебуваючи у відрядженні в США, потрапив в автомобільну катастрофу й ледве вижив. Повернувся інвалідом, на Батьківщині взнав, що він агент ФБР, за що і отримав 10 років. Через шок від катастрофи зберіг тільки дві ділянки пам’яті: бездоганно працював над теоретичною механікою та згадував про пасхальні заутрені, гімназисток, пиріжки від Філіппова, про Надсона, Ігоря Северянина, журнал «Столиця та садиба», а найбільше переживав за кішечку, яка зосталася вдома, коли його повезли на Луб’янку. Туполєв розпорядився оберігати його, наскільки це було можливо в нашах умовах, від зіткнення з тюремниками, жодною практичною роботою не завантажувати. Сидів Олександр Іванович в окремій кімнаті, за великим старезним бюро (тепер таке побачиш хіба що в Ясній Поляні чи Лутовинові) та писав свій курс. Коли його звільнили, непридатного до життя старика, Туполєв до влаштування йому житла взяв до себе додому. Потім на набережній Горького йому дали квартиру, туди доставили зі сховища МВС старовинні меблі, а далі кішечку та економку, лояльність яких, мабуть, не викликала сумнівів». |
У 1943—1956 роках працював консультантом теоретичної та розрахункої частини ОКБ-156, яке очолював Андрій Миколайович Туполєв. Одночасно від 1945 року Некрасов очолював відділ аеромеханіки Інституту механіки АН СРСР.
Помер на 74-му році життя. Поховано в Москві на П'ятницькому кладовищі.

## Наукова діяльність
1906 року Некрасов написав працю «Теорія супутників Юпітера», за яку йому присудили золоту медаль.
Основні наукові праці стосуються нестаціонарної аеродинаміки, теорії хвиль на поверхні важкої нестискуваної рідини.
Досліджував дифузію вихору у в'язкій рідині, задачу про флатер (самодовільні коливання) крила літака та ін.
У математиці досліджував лінійні інтегро-диференційні рівняння та нелінійні інтегральні рівняння із симетричним ядром. Одним із перших став широко застосовувати теорію функцій комплексної змінної в теоретичних і прикладних питаннях.
1932 року Некрасова обрали членом-кореспондентом АН СРСР, а 30 листопада 1946 року — академіком.

## Премії та нагороди
- 1922 року Некрасова першим серед учених відзначено премією імені Миколи Жуковського — за працю «Про хвилі усталеного вигляду на поверхні важкої рідини».
- 1945 року нагороджено орденом Трудового Червоного Прапора.
- 1947 року надано почесне звання «Заслужений діяч науки та техніки РРФСР».
- 1952 року присуджено Сталінську премію за працю «Точна теорія хвиль усталеного вигляду на поверхні важкої рідини».